# Lukáš Brož
Lukáš Brož (* 23. Oktober 1985 in Jablonec nad Nisou) ist ein tschechischer Rennrodler.

## Werdegang
Lukáš Brož ist Student und lebt in Smržovka. Seit 1993 rodelt er, seit 2000 gehört er dem Nationalkader an. Er bildet mit seinem jüngeren Bruder Antonín Brož einen Doppelsitzer. In der Saison 2004/05 debütierte das Doppel im Weltcup, wo es schließlich den 24. Rang in der Gesamtwertung belegte. In den Folgejahren erreichten die Brož-Brüder konstante Ergebnisse zwischen den Rängen zehn und zwanzig; bei den Weltmeisterschaften 2009 und den Europameisterschaften 2010 platzierten sie sich jeweils auf der zwölften Position, was ihre bis heute (Stand 2011) besten Resultate bei Großereignissen sind. Im Februar 2006 nahm das Duo an den Olympischen Spielen in Turin teil. Nach zwei Läufen belegte das Doppel dort den 16. Rang unter 18 ins Ziel gekommenen Duos. Vier Jahre darauf gelang den Brož-Brüdern nicht die erneute Olympiaqualifikation, an ihrer Stelle bestritten Luboš Jíra und Matěj Kvíčala den Wettbewerb in Vancouver.
Bis 2008 startete Lukáš Brož auch im Einsitzer, wo er sich jedoch nicht unter den besten 20 etablieren konnte. Bestes Ergebnis bei einem Großereignis war der 24. Rang bei der Europameisterschaft 2006; im Gesamtweltcup erreichte er Platzierungen zwischen den Positionen 42 und 63.